# World RX de Barcelona 2015
El World RX de Barcelona 2015, oficialmente Rallycross of Barcelona fue la décima prueba de la Temporada 2015 del Campeonato Mundial de Rallycross. Se celebró del 19 al 20 de septiembre de 2015 en el Circuit de Barcelona-Catalunya ubicado en la ciudad de Barcelona, Cataluña, España. Esta prueba del campeonato compartió fecha con el Campeonato de Europa de Rallycross.
La prueba fue ganada por Petter Solberg quien consiguió su tercera victoria de la temporada a bordo de su Citroën DS3, Johan Kristoffersson término en segundo lugar en su Volkswagen Polo y Timmy Hansen finalizó tercero con su Peugeot 208.
En RX Lites, el noruego Thomas Bryntesson consiguió su tercera victoria en la temporada, fue acompañado en el podio por el francés Cyril Raymond y el sueco Kevin Hansen.

## Supercar

### Series
| Pos.            | No. | Piloto               | Equipo                          | Auto              | H1  | H2  | H3  | H4  | Pts |
| --------------- | --- | -------------------- | ------------------------------- | ----------------- | --- | --- | --- | --- | --- |
| 1               | 21  | Timmy Hansen         | Team Peugeot-Hansen             | Peugeot 208       | 1º  | 6º  | 6º  | 1º  | 16  |
| 2               | 3   | Johan Kristoffersson | Volkswagen Team Sweden          | Volkswagen Polo   | 2º  | 5º  | 1º  | 5º  | 15  |
| 3               | 10  | Mattias Ekström      | EKS RX                          | Audi S1           | 4º  | 2º  | 5º  | 4º  | 14  |
| 4               | 17  | Davy Jeanney         | Team Peugeot-Hansen             | Peugeot 208       | 3º  | 21º | 7º  | 3º  | 13  |
| 5               | 4   | Robin Larsson        | Larsson Jernberg Racing Team    | Audi A1           | 6º  | 16º | 4º  | 7º  | 12  |
| 6               | 1   | Petter Solberg       | SDRX                            | Citroën DS3       | 10º | 1º  | 32º | 2º  | 11  |
| 7               | 15  | Reinis Nitišs        | Olsbergs MSE                    | Ford Fiesta ST    | 7º  | 3º  | 17º | 10º | 10  |
| 8               | 57  | Toomas Heikkinen     | Marklund Motorsport             | Volkswagen Polo   | 15º | 7º  | 9º  | 6º  | 9   |
| 9               | 13  | Andreas Bakkerud     | Olsbergs MSE                    | Ford Fiesta ST    | 5º  | 9º  | 15º | 11º | 8   |
| 10              | 42  | Timur Timerzyanov    | Namus OMSE                      | Ford Fiesta ST    | 13º | 20º | 10º | 13º | 7   |
| 11              | 34  | Tanner Foust         | Marklund Motorsport             | Volkswagen Polo   | DNF | 4º  | 2º  | 12º | 6   |
| 12              | 99  | Tord Linnerud        | Volkswagen Team Sweden          | Volkswagen Polo   | 16º | 10º | 19º | 22º | 5   |
| 13              | 7   | Manfred Stohl        | World RX Team Austria           | Ford Fiesta       | 18º | 33º | 11º | 8º  | 4   |
| 14              | 88  | Henning Solberg      | Eklund Motorsport               | Volkswagen Beetle | 28º | 19º | 23º | 17º | 3   |
| 15              | 92  | Anton Marklund       | EKS RX                          | Audi S1           | 26º | 18º | 25º | 23º | 2   |
| 16              | 44  | Timo Scheider        | All-Inkl.com Münnich Motorsport | Audi S3           | DNF | 11º | 24º | 18º | 1   |
| 17              | 55  | Alx Danielsson       | All-Inkl.com Münnich Motorsport | Audi S3           | 20º | DNF | 8º  | 26º |     |
| 18              | 33  | Liam Doran           | SDRX                            | Citroën DS3       | 35º | 13º | 14º | DNF |     |
| 19              | 31  | Max Pucher           | World RX Team Austria           | Ford Fiesta       | 25º | 27º | 29º | 34º |     |
| 20              | 84  | "Knapick"            | Hervé "Knapick" Lemonnier       | Citroën DS3       | 32º | 32º | 18º | 35º |     |
| 21              | 79  | Christophe Jouet     | Christophe Jouet                | Citroën DS3       | 27º | DNF | DNS | DNS |     |
| 22              | 49  | Mark Flaherty        | Mark Flaherty                   | Ford Focus        | 34º | DNF | DNS | DNS |     |
| Reporte Oficial |     |                      |                                 |                   |     |     |     |     |     |

- Los 22 pilotos mundialistas disputaron los heats junto a los pilotos del Campeonato de Europa, haciendo que en cada heat corrieran un total de 42 pilotos.

### Semifinales
Semifinal 1
| Pos.            | No. | Piloto           | Equipo                       | Tiempo   | Pts |
| --------------- | --- | ---------------- | ---------------------------- | -------- | --- |
| 1               | 21  | Timmy Hansen     | Team Peugeot-Hansen          | 4:49.381 | 6   |
| 2               | 4   | Robin Larsson    | Larsson Jernberg Racing Team | +2.066   | 5   |
| 3               | 34  | Tanner Foust     | Marklund Motorsport          | +4.128   | 4   |
| 4               | 13  | Andreas Bakkerud | Olsbergs MSE                 | +4.727   | 3   |
| 5               | 10  | Mattias Ekström  | EKS RX                       | +5.192   | 2   |
| 6               | 15  | Reinis Nitišs    | Olsbergs MSE                 | +5.697   | 1   |
| Reporte Oficial |     |                  |                              |          |     |

Semifinal 2
| Pos.            | No. | Piloto               | Equipo                 | Tiempo   | Pts |
| --------------- | --- | -------------------- | ---------------------- | -------- | --- |
| 1               | 3   | Johan Kristoffersson | Volkswagen Team Sweden | 4:45.863 | 6   |
| 2               | 1   | Petter Solberg       | SDRX                   | +4.415   | 5   |
| 3               | 17  | Davy Jeanney         | Team Peugeot-Hansen    | +6.287   | 4   |
| 4               | 57  | Toomas Heikkinen     | Marklund Motorsport    | +6.985   | 3   |
| 5               | 42  | Timur Timerzyanov    | Namus OMSE             | +8.059   | 2   |
| 6               | 99  | Tord Linnerud        | Volkswagen Team Sweden | +14.633  | 1   |
| Reporte Oficial |     |                      |                        |          |     |

### Final
| Pos.            | No. | Piloto               | Equipo                       | Tiempo     | Pts |
| --------------- | --- | -------------------- | ---------------------------- | ---------- | --- |
| 1               | 1   | Petter Solberg       | SDRX                         | 4:51.051   | 8   |
| 2               | 3   | Johan Kristoffersson | Volkswagen Team Sweden       | +2.673     | 5   |
| 3               | 21  | Timmy Hansen         | Team Peugeot-Hansen          | +2.858     | 4   |
| 4               | 17  | Davy Jeanney         | Team Peugeot-Hansen          | +5.744     | 3   |
| 5               | 34  | Tanner Foust         | Marklund Motorsport          | +5.959     | 2   |
| 6               | 4   | Robin Larsson        | Larsson Jernberg Racing Team | +6 Vueltas | 1   |
| Reporte Oficial |     |                      |                              |            |     |

## RX Lites

### Series
| Pos.            | No. | Piloto              | Equipo                              | H1  | H2  | H3  | H4  | Pts |
| --------------- | --- | ------------------- | ----------------------------------- | --- | --- | --- | --- | --- |
| 1               | 16  | Thomas Bryntesson   | TBRX                                | 1º  | 2º  | 1º  | 1º  | 16  |
| 2               | 77  | Cyril Raymond       | Olsbergs MSE                        | 10º | 1º  | 4º  | 2º  | 15  |
| 3               | 39  | Kevin Eriksson      | Olsbergs MSE                        | 3º  | 3º  | 2º  | 6º  | 14  |
| 4               | 71  | Kevin Hansen        | Peugeot Red Bull Hansen Junior Team | 2º  | 5º  | 7º  | 4º  | 13  |
| 5               | 52  | Simon Olofsson      | Simon Olofsson                      | 4º  | 4º  | 6º  | 3º  | 12  |
| 6               | 99  | Joachim Hvaal       | JC Raceteknik                       | 8º  | 6º  | 10º | 5º  | 11  |
| 7               | 8   | Simon Wago Syversen | SET Promotion                       | 5º  | DNF | 3º  | 11º | 10  |
| 8               | 126 | Alejandro Fernández | Alejandro Fernández                 | 6º  | DNF | 6º  | 9º  | 9   |
| 9               | 69  | Martin Kaczmarski   | Lotto Team                          | 11º | 7º  | 8º  | 8º  | 8   |
| 10              | 33  | Tejas Hirani        | Toksport WRT                        | 9º  | 8º  | 11º | 7º  | 7   |
| 11              | 7   | Krzysztof Holowczyc | Lotto Team                          | 7º  | DNF | 9º  | 10º | 6   |
| 12              | 44  | Laia Sanz           | Toksport WRT                        | DNS | 9º  | 12º | 12º | 5   |
| Reporte Oficial |     |                     |                                     |     |     |     |     |     |

### Semifinales
Semifinal 1
| Pos.            | No. | Piloto              | Equipo         | Tiempo    | Pts |
| --------------- | --- | ------------------- | -------------- | --------- | --- |
| 1               | 16  | Thomas Bryntesson   | TBRX           | 05:00.952 | 6   |
| 2               | 39  | Kevin Eriksson      | Olsbergs MSE   | +0.301    | 5   |
| 3               | 8   | Simon Wago Syversen | SET Promotion  | +9.496    | 4   |
| 4               | 69  | Martin Kaczmarski   | Lotto Team     | +10.517   | 3   |
| 5               | 7   | Krzysztof Holowczyc | Lotto Team     | +11.803   | 2   |
| 6               | 52  | Simon Olofsson      | Simon Olofsson | +12.076   | 1   |
| Reporte Oficial |     |                     |                |           |     |

Semifinal 2
| Pos.            | No. | Piloto              | Equipo                              | Tiempo     | Pts |
| --------------- | --- | ------------------- | ----------------------------------- | ---------- | --- |
| 1               | 77  | Cyril Raymond       | Olsbergs MSE                        | 05:00.106  | 6   |
| 2               | 71  | Kevin Hansen        | Peugeot Red Bull Hansen Junior Team | +1.190     | 5   |
| 3               | 99  | Joachim Hvaal       | JC Raceteknik                       | +4.867     | 4   |
| 4               | 126 | Alejandro Fernández | Alejandro Fernández                 | +5.686     | 3   |
| 5               | 44  | Laia Sanz           | Toksport WRT                        | +22.021    | 2   |
| 6               | 33  | Tejas Hirani        | Toksport WRT                        | +6 Vueltas | 1   |
| Reporte Oficial |     |                     |                                     |            |     |

### Final
| Pos.            | No. | Piloto              | Equipo                              | Tiempo    | Pts |
| --------------- | --- | ------------------- | ----------------------------------- | --------- | --- |
| 1               | 16  | Thomas Bryntesson   | TBRX                                | 05:02.406 | 8   |
| 2               | 77  | Cyril Raymond       | Olsbergs MSE                        | +1.059    | 5   |
| 3               | 71  | Kevin Hansen        | Peugeot Red Bull Hansen Junior Team | +2.111    | 4   |
| 4               | 39  | Kevin Eriksson      | Olsbergs MSE                        | +4.232    | 3   |
| 5               | 99  | Joachim Hvaal       | JC Raceteknik                       | +7.389    | 2   |
| 6               | 8   | Simon Wago Syversen | SET Promotion                       | +9.034    | 1   |
| Reporte Oficial |     |                     |                                     |           |     |

## Campeonatos tras la prueba
| Pos. | Driver               | Points |
| ---- | -------------------- | ------ |
| 1    | Petter Solberg       | 243    |
| 2    | Timmy Hansen         | 208    |
| 3    | Johan Kristoffersson | 182    |
| 4    | Davy Jeanney         | 166    |
| 5    | Andreas Bakkerud     | 163    |

| Pos | Piloto            | Pts | Dif |
| --- | ----------------- | --- | --- |
| 1   | Kevin Hansen      | 127 |     |
| 2   | Kevin Eriksson    | 118 | +9  |
| 3   | Thomas Bryntesson | 112 | +15 |
| 4   | Simon Olofsson    | 85  | +42 |
| 5   | Joachim Hvaal     | 75  | +52 |

- Nota: Solo se incluyen las cinco posiciones principales.